# فيلواه

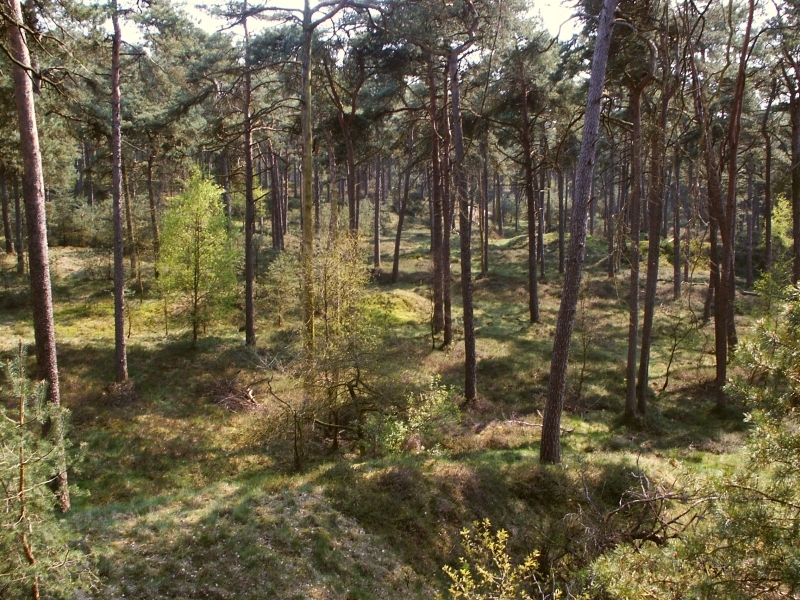
غابة في فيلواه

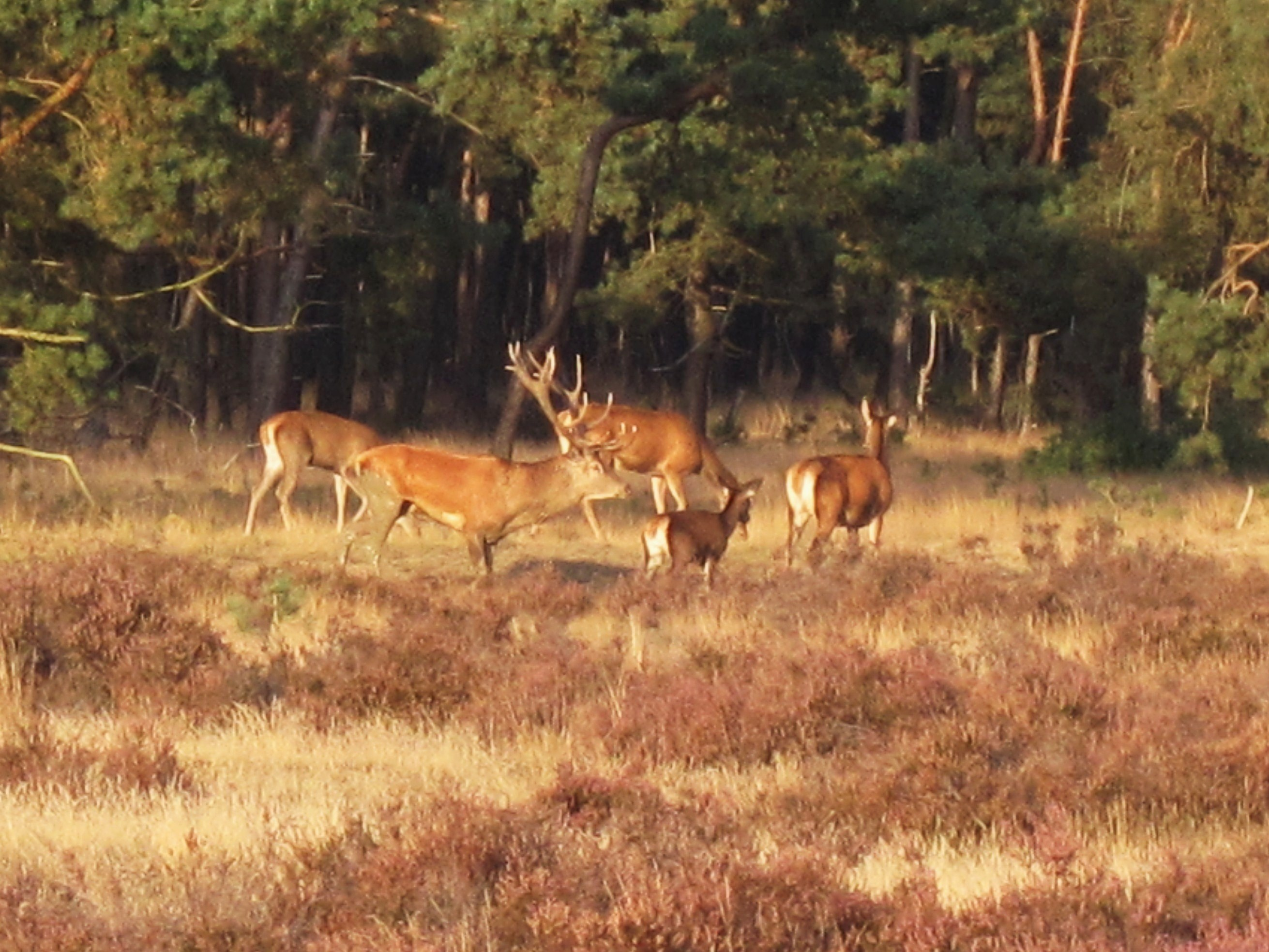
أيل أحمر بمتنزه هوخه فيلواه القومي

فيلواه هي سلسلة من التلال الغنية بالغابات من التلال (1100 كم²) في مقاطعة خيلدرلند بهولندا. وفيلواه تضم العديد من المناظر الطبيعية المختلفة بما في ذلك الغابات وأراضي براري، وبعض البحيرات الصغيرة وأكبر الانجرافات الرملية في أوروبا.